# 麺線

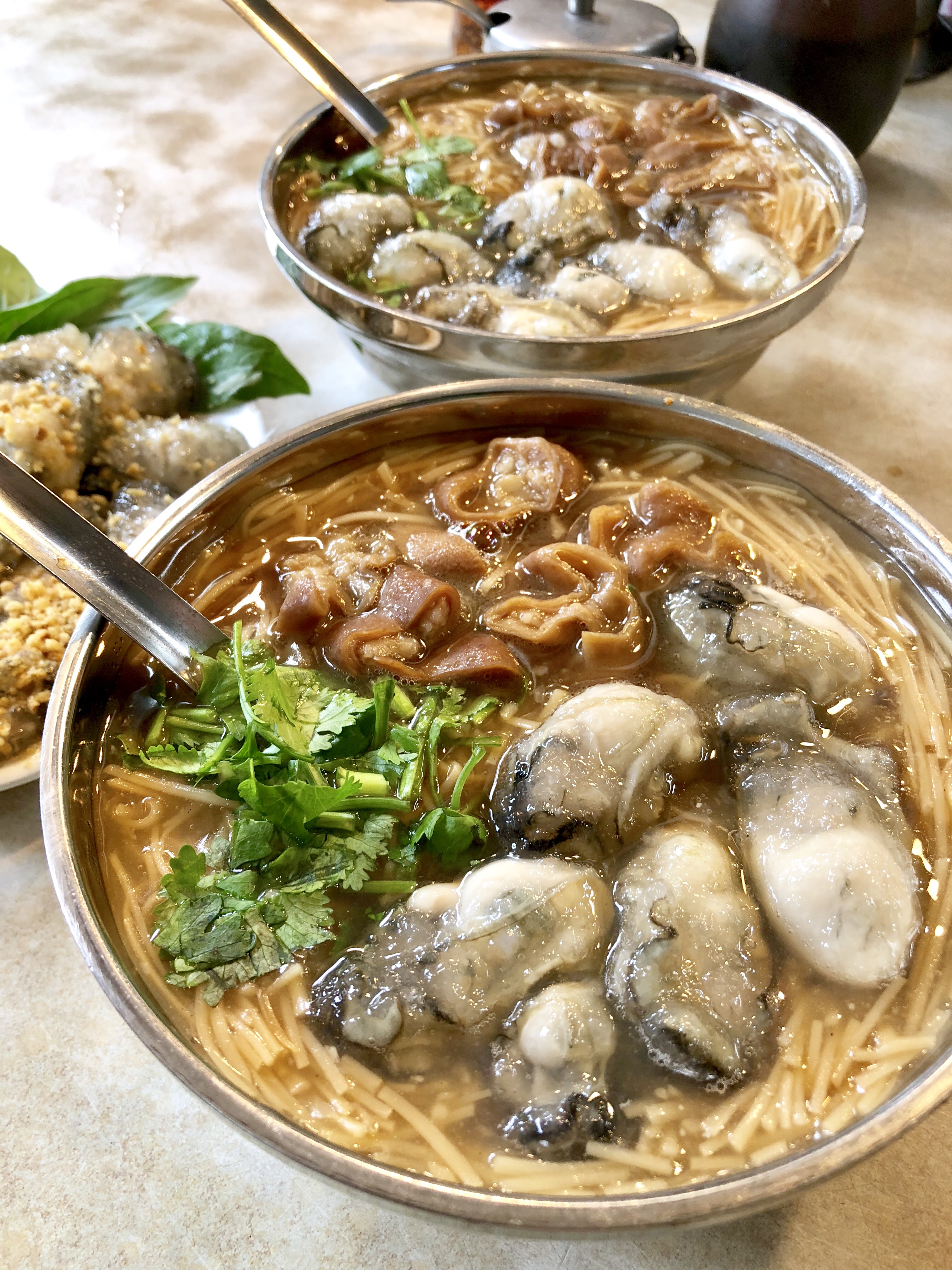
牡蠣入り麺線の例

麺線（めんせん、ミェンシェン）は台湾の麺料理。台湾のソウルフードとされる。
中国・福建省を発祥とする。台湾の伝統的な料理であり、台湾独自の細い麺（日本では「素麺のような」と説明される）をカツオをベースにしたとろみ出汁で煮込み、牡蠣やホルモンを具とした麺料理である。とろみ出汁にはカツオのほか、牡蠣や豚骨をベースに加えることもあり、醤油で味付けされている。
大腸麵線
豚のモツ（大腸）を乗せた麺線。
蚵仔麺線
牡蠣を乗せた麺線。
蚵仔大腸麺線
豚モツと牡蠣の両方を乗せた麺線。

## 猪脚麺線
猪脚麺線（ズージャオミェンシェン）は猪脚=豚足を具材にした麺線。煮込んだ細麺に、煮卵やニンニク、醤油、酒などで煮込んだ豚足を添えた料理である。
台湾では災いを祓う際や誕生日などに食される。これは中国本土から台湾に移住してきた福建人の風習が元であり、道教由来であると言われている。豚足は「災いを蹴り飛ばす」、細い麺は「細く長く生きる」=「長寿」を意味するとされる。古くは食する前に「火を跨ぐ」といったような動作をするのが正式な作法でもあった。
以下のようなエピソードがある。
- 投獄された黄信介が仮釈放された際に自宅で真っ先に食した[8]。
  - 一般的にも刑期を終えて出獄した人が食べる風習もある[7]。
  - 「一審重罪、二審軽罪、三審猪脚麺線」という言葉もあるが、これは贈賄で逮捕された役人が三審までに無罪になるということで、司法の正当性への疑念から産まれた言葉でもある[8]。
- 2003年にSARSが流行した際に感染者が多数発生した集合住宅を訪れた台北市長馬英九は訪問後に近くの屋台で猪脚麺線を食べて、付近住民から拍手喝さいを受けた[8]。